# Callionymus luridus
 Callionymus luridus és una espècie de peix de la família dels cal·lionímids i de l'ordre dels cipriniformes que es troba al Mar de la Xina Meridional.